# George Corbin Washington
George Corbin Washington (ur. 20 sierpnia 1789, zm. 17 lipca 1854 w Georgetown) – amerykański polityk.
W dwóch różnych okresach był przedstawicielem stanu Maryland w Izbie Reprezentantów Stanów Zjednoczonych. Najpierw w latach 1827–1833 przez trzy kadencje Kongresu Stanów Zjednoczonych był przedstawicielem trzeciego okręgu wyborczego w Maryland. Później, w latach 1835–1837 przez jedną kadencję Kongresu był przedstawicielem piątego okręgu wyborczego w tym stanie.